# Saint-Germain-en-Montagne
Saint-Germain-en-Montagne är en kommun i departementet Jura i regionen Bourgogne-Franche-Comté i östra Frankrike. Kommunen ligger i kantonen Champagnole som tillhör arrondissementet Lons-le-Saunier. År 2022 hade Saint-Germain-en-Montagne 388 invånare.

## Befolkningsutveckling
Antalet invånare i kommunen Saint-Germain-en-Montagne
Referens:INSEE